# La Forêt-du-Temple

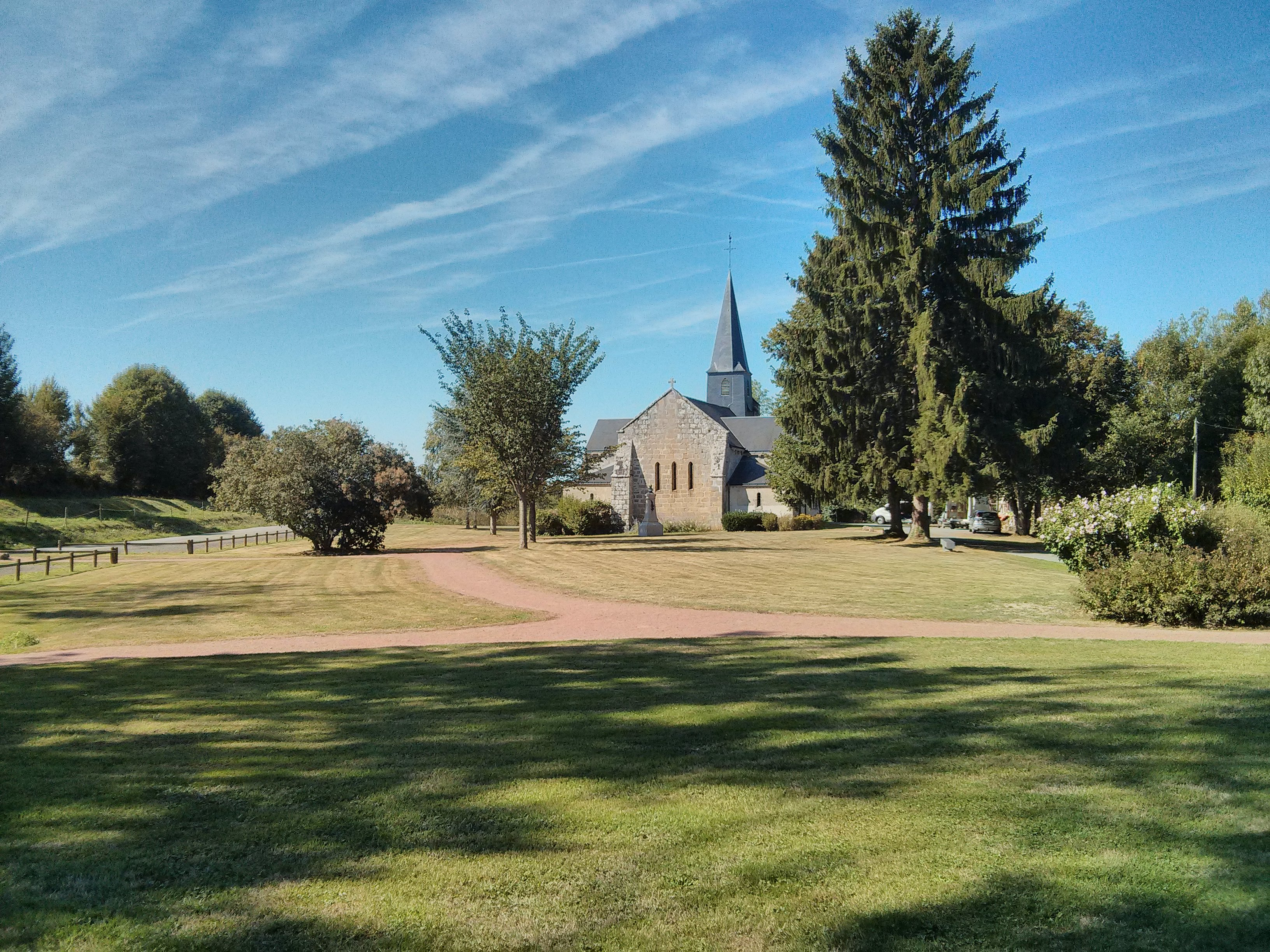
Kościół Matki Bożej (2015)

La Forêt-du-Temple – miejscowość i gmina we Francji, w regionie Nowa Akwitania, w departamencie Creuse.
Według danych na rok 1990 gminę zamieszkiwały 163 osoby, a gęstość zaludnienia wynosiła 21 osób/km² (wśród 747 gmin Limousin La Forêt-du-Temple plasuje się na 463. miejscu pod względem liczby ludności, natomiast pod względem powierzchni na miejscu 604.).

## Populacja

Populacja La Forêt-du-Temple w latach 1962–2008